# Hubert Grooteclaes
Hubert Grooteclaes est un photographe belge, né à Aubel le 6 novembre 1927, mort à Embourg (commune de Chaudfontaine) le 23 octobre 1994.

## Biographie
Il quitte l’école à 17 ans (1944) et envisage une carrière artistique. Toutefois, les conditions difficiles de l’après-guerre l’en empêchent, et il travaille dans la fromagerie familiale. Le soir, il colorie des photos de vedettes du spectacle.
En 1947 il reçoit son premier appareil photographique en cadeau de sa mère. Il débute en autodidacte tout en continuant à travailler dans l’entreprise familiale, mais en 1951, il a l’opportunité de faire des portraits de Raymond Pellegrin, Yves Deniaud et Daniel Ivernel qui tournent Le banquet des fraudeurs de Henri Storck dans les environs d’Aubel. Sa vocation de portraitiste date de ce moment.
En 1954, il est stagiaire chez un photographe portraitiste de Liège qui a une vingtaine d’employés sous ses ordres. On y fait du portrait à la chaîne et l’affaire est prospère. Son employeur tombe gravement malade et propose à Grooteclaes de reprendre son commerce. Il refuse, et ouvre son propre studio à Liège, en 1955. Il fréquente régulièrement les coulisses du théâtre du Gymnase et en profite pour photographier, en quelques minutes, les vedettes de passage à Liège dans le cadre de leurs tournées. C’est ainsi qu’il peut réaliser des portraits d’Yves Montand, de Romy Schneider ou de Louis de Funès.
En 1959 il fait quelques photos de Léo Ferré de passage à Liège. Ils deviennent amis et le photographe réalisera plusieurs pochettes d'album pour le poète dans les années 1960 et 1980.
La famille Grooteclaes rendra souvent visite à Ferré dans sa propriété de Toscane.
Il est parmi les photographes invités par le Palais Royal lors des fiançailles du Roi Baudouin et de la future Reine Fabiola, il en sera de même lors du mariage en 1960.
En 1963 il commence à expérimenter différentes techniques d’intervention sur l’image photographique, déformations, trucages, solarisation, tirage au trait... Son studio est moins prospère et lui laisse plus de temps pour une recherche personnelle.
En 1965 a lieu sa première exposition personnelle, au show-room Kodak, à Bruxelles. Dès cette époque, ses photos sont largement publiées dans des revues et des magazines, tant en Belgique qu’à l’étranger, et certaines seront notamment utilisées pour des pochettes de disques par Léo Ferré, Jacques Brel, Charles Aznavour, Françoise Hardy ou Sammy Davis Junior.
En 1971 il accepte un poste d’enseignant à l’Institut supérieur des Beaux-Arts St. Luc à Liège. Il le fait pour changer les choses. Il n’aime pas la théorie, il veut motiver ses élèves, leur faire exprimer leur personnalité, il les fait travailler sur des thèmes simples, leur demande de l’émouvoir, de le surprendre. Il n’impose pas son style.
En 1973, il abandonne son studio et ne se consacre plus qu’à l’enseignement et à sa recherche personnelle. Il abandonne les aplats et le trait pour le flou. Au moyen d’un vieil objectif des années 1920 qu’il adapte à son agrandisseur, il réalise des tirages flous de négatifs pourtant nets, qu’il vire en sépia puis colorie ensuite.
En 1983, il donne des stages à Lannion, à Cholet, à l’École nationale de photographie à Arles, puis de nouveau lors des Rencontres internationales de la photographie d’Arles en 1984 et à la Fondation nationale de la photographie à Lyon en 1986.
En 1988 il expose à Houston (Texas). En 1990, il abandonne sa technique du flou.
En 1992, atteint par la limite d’âge, il quitte officiellement l’enseignement, mais continuera à se rendre à l’Institut Saint-Luc deux après-midi par semaine jusqu’en 1994.
Il décède chez lui, à Embourg, le 23 octobre 1994 où il est aussi inhumé.